# 太陽アカラ 波キララ
『太陽アカラ 波キララ』（てぃだ- なみ-）は、日本の音楽グループであるTHE BOOMが1995年8月1日発売した限定シングル。
イベントでの合奏のための教則テキストとして、沖縄のイベントで限定1000枚を販売。現在入手不可。
長らく試聴困難であったが、2002年6月19日に発売された10枚目のオリジナル・アルバム『OKINAWA〜ワタシノシマ〜』に初収録された。

## 収録曲
1. 太陽アカラ　波キララ
作詞:外間完邦・外間完人 作曲：宮沢和史
2. インスト（三線練習用）
作詞・作曲：宮沢和史